# Худолій Олег Миколайович
Худолій Олег Миколайович (22 лютого 1954, Люботин) — український вчений, доктор наук з фізичного виховання і спорту, професор, академік Академії наук вищої школи України. Головний редактор журналу «Теорія та методика фізичного виховання».

## Біографія
Народився в Люботині Харківської області. Закінчив з відзнакою Харківський державний педагогічний інститут (1975) за спеціальністю «фізичне виховання», кваліфікація вчитель фізичної культури. 
Після служби в армії, з 1977 року працює в Харківському державному педагогічному інституті (нині Харківський національний педагогічний університет імені Г. С. Сковороди) — викладачем, старшим викладачем (1984–1987), доцентом (1987–1998), професором (з 2011). Завідував кафедрою теорії та методики фізичного виховання (1998–2020). Обіймав посаду декана факультету фізичного виховання і спорту (2012–2015). Зараз працює професором кафедри теорії та методики фізичного виховання.
Захистив кандидатську дисертацію «Ефективність навчання гімнастичним вправам дітей 8–10 років при різних режимах тренувальних занять» у спеціалізованій вченій раді НДІ фізіології дітей і підлітків АПН СРСР. Кандидат педагогічних наук (1983).
Вчене звання доцента присвоєно у 1988 році, професора — у 2011 році.  
Захистив докторську дисертацію «Теоретико-методичні засади системи підготовки юних гімнастів 7–13 років [Архівовано 29 серпня 2017 у Wayback Machine.]» у спеціалізованій вченій раді Національного університету фізичного виховання і спорту України. Доктор наук з фізичного виховання і спорту (2011).
В 2012 році обрано академіком Академії наук вищої школи України. 
Кандидат педагогічних наук (1983), доцент (1988), професор (2011), доктор наук з фізичного виховання і спорту (2011).

## Наукова діяльність
Основні напрямки наукових досліджень — «Теорія і методика фізичного виховання», «Теорія і методика професійної підготовки вчителя фізичної культури», «Теорія і методика підготовки юних гімнастів». 
Автор понад 200 наукових робіт, серед яких навчальні посібники: «Методика підготовки юних гімнастів», «Основи методики викладання гімнастики [Архівовано 18 вересня 2017 у Wayback Machine.]» (1997, 1998, 2004, 2008), «Історія фізичної культури» (2004), «Загальні основи теорії і методики фізичного виховання [Архівовано 12 липня 2017 у Wayback Machine.]» (2008, 2014), монографія «Моделювання процесу підготовки юних гімнастів [Архівовано 13 грудня 2016 у Wayback Machine.]» (2005).
Підготував 5 кандидатів наук. 
Член спеціалізованої вченої ради із захисту докторських дисертацій.
Головний редактор журналу «Теорія та методика фізичного виховання», що індексується наукометричною базою даних Scopus. Організатор наукових конференцій «Актуальні проблеми фізкультурної освіти», «Актуальні проблеми фізичного виховання та спорту», «Моделювання складних систем у галузі механіки людини, фізичного виховання та спорту».